# Benedikte Naubert

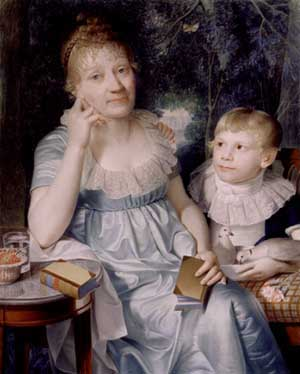
Benedikte Naubert 1806 mit Pflegesohn

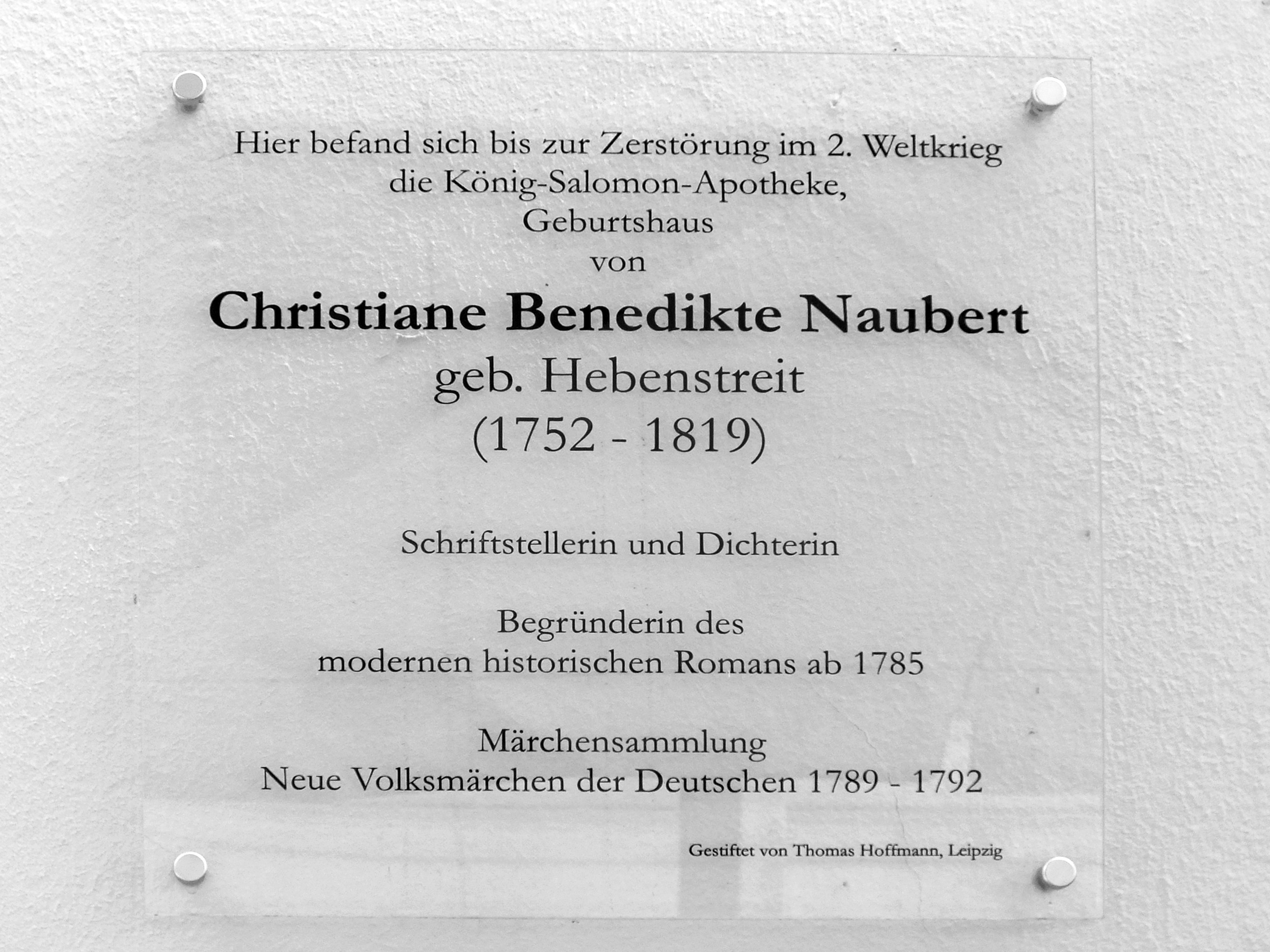
Gedenktafel an ihrem Geburtshaus

Christiane Benedikte Naubert (* 13. September 1752 in Leipzig als Christiana Benedicta Hebenstreit; † 12. Januar 1819 ebenda) war eine deutsche Schriftstellerin, die – überwiegend anonym – über 50 historische Romane veröffentlichte. Sie gilt als eine der Begründerinnen des historischen Romans in Deutschland.

## Leben
Als Tochter des Medizinprofessors Johann Ernst Hebenstreit und Halbschwester des Theologieprofessors Hebenstreit erhielt sie eine fundierte Ausbildung in Philosophie, Geschichte, Latein und Griechisch.
Sie war zweimal verheiratet, zunächst 1797 mit dem Rittergutsbesitzer und Kaufmann Lorenz Wilhelm Holderrieder aus Naumburg (Saale) und nach dessen Tod im Jahr 1800 mit Johann Georg Naubert, der ebenfalls Kaufmann in Naumburg war.
Naubert veröffentlichte fast alle ihre Bücher anonym. Aufgrund der Gelehrsamkeit der Bücher waren zu ihren Lebzeiten mehrere Männer, darunter Johann Friedrich Wilhelm Müller, als mögliche Verfasser im Gespräch.
Ohne ihre Erlaubnis wurde ihre Identität in einem Artikel in der Zeitung für die elegante Welt 1817 aufgedeckt. Ihren Roman Rosalba (1817) zeichnete sie darauf mit eigenem Namen. Heute ist Benedikte Naubert weitgehend unbekannt.

## Werke
Ihre historischen Romane wurden teilweise ins Französische und Englische übersetzt, wodurch Walter Scott sie kennenlernte.
In Romanen wie Ulrich Holzer oder Walter von Montbarry nutzt sie bereits das Prinzip, Nebenpersonen der Geschichte zu Hauptpersonen ihrer Romane zu machen. Beispielsweise erleben in Konradin von Schwaben fiktive Personen die Weltgeschichte an der Seite von Königen mit – literarische Techniken, die Walter Scott und weniger einflussreiche Schriftsteller wie Ferdinand Grimm übernahmen.
Daneben ist sie durch ihre Sammlung der Neuen Volksmärchen der Deutschen (1789–1793; Neuauflage 2001) lange vor der Sammlung der Brüder Grimm (1812–1815) wichtig geworden. Es handelt sich freilich um Kunstmärchen, literarische Gestaltungen historischer Stoffe unter Einbeziehung volkstümlicher Motive, nicht um eine Märchensammlung im späteren Sinn. Vergleichbar sind die wenig zuvor erschienenen Märchen von Johann Karl August Musäus.
- Heerfort und Klärchen. Etwas für empfindsame Seelen. Frankfurt 1779. Bd.1 online, Bd.2
- Geschichte Emma’s, Tochter Kayser Karls des Grossen und seines Geheimschreibers Eginhard. 2 Bände. Leipzig 1785
- Walter von Montbarry, Grossmeister des Tempelordens. Leipzig 1786. Bd1. online, Bd2.
- Amalgunde Königin von Italien oder das Märchen von der Wunderquelle Eine Sage aus den Zeiten Theoderichs des Großen. 1787. online
- Geschichte der Gräfin Thekla von Thurn oder Scenen aus dem dreyssigjährigen Kriege. Leipzig 1788. online
- Hatto, Bischoff von Maynz. Sine Legende des zehnten Jahrhunderts. Leipzig 1789. online
- Herrmann von Unna. Eine Geschichte aus den Zeiten der Vehmgerichte. Frankfurt 1789. Bd.1 online, Bd.2. Neuausgabe Hofenberg, Berlin 2015, ISBN 978-3-8430-9689-8.
- Emmy Reinolds, Oder Thorheiten der Großen und Kleinen. 1790. Bd.1 online, Bd.2
- Konradin von Schwaben. Oder Geschichte des unglücklichen Enkels Kaiser Friedrichs des Zweiten. 1790. Bd.1 online, Bd.2
- Barbara Blomberg, vorgebliche Maitresse Kaiser Karls des Fünften. Eine Originalgeschichte in zwei Theilen. 1790. Bd.1 online, Bd.2
- Gebhard Truchses von Waldburg Churfürst von Cöln, oder die astrologischen Fürsten. Leipzig 1791. Bd.1 online, Bd.2
- Elisabeth, Erbinn von Toggenburg, oder Geschichte der Frauen von Sargans in der Schweiz. Zweyter Theil. Hohenzollern 1791. Bd.1 online, Bd.2, Bd.3
- Alf von Dülmen. Oder Geschichte Kaiser Philipps und seiner Tochter. 1791. Bd.1 online, Bd.2. Neuausgabe Hofenberg, Berlin 2015, ISBN 978-3-8430-9691-1.
- Die Amtmannin von Hohenweiler. Mannheim 1791. Bd.1 online, Bd.2. Neuausgabe Hofenberg, Berlin 2015, ISBN 978-3-8430-9687-4.
- Graf Adolph der Vierte aus Schauenburgischem Stamme, Bestätiger der Freiheit Hamburgs. Weygand, Leipzig 1791. online
- Edwy und Elgiva oder die Wunder des heiligen Dunstan. Eine altenglische Geschichte. 1791. online
- Graf Rosenberg, oder das enthüllte Verbrechen. Leipzig 1791. online, Digitalisat
- Werner, Graf von Bernburg. Landes-Industrie-Comptoir, Frankfurt 1791. Bd.1 online, Bd.2
- Philippe von Geldern oder Geschichte Selims des Sohns Amurat. Leipzig 1792. online
- Miß Louise Fox. Oder Reise einer jungen Engländerin durch einige Gegenden von Deutschland. 1792. online
- Conrad und Siegfried von Feuchtwangen, Großmeister des deutschen Ordens. 1792. Bd.1 online, Bd.2
- Neue Volksmährchen der Deutschen. Weygandsche Buchhandlung, Leipzig 1789–1792. Neuausgabe Hofenberg, Berlin 2015, ISBN 978-3-8430-9693-5.
- Ulrich Holzer, Bürgermeister in Wien. Leipzig 1793. Bd.1 online, Bd.2
- Lord Heinrich Holland, Herzog von Exeter, oder: Irre geleitete Großmuth. Eine Begebenheit aus dem Mittelalter von England. 1794. online
- Der Bund des armen Konrads. Getreue Schilderung einiger merkwürdigen Auftritte aus den Zeiten der Bauernkriege des sechszehnten Jahrhunderts. Weygand, Leipzig 1795. online
- Alme oder Egyptische Mährchen. Bd.1 online, Bd.2, Bd.3, Bd.4, Bd.5. Neuausgabe Hofenberg, Berlin 2015, ISBN 978-3-8430-9696-6.
- Velleda. Ein Zauberroman 1795. online, Neuausgabe 2018
- Friedrich der Siegreiche Churfürst von der Pfalz. Der Marc Aurel des Mittelalters. Treu nach der Geschichte bearbeitet. 1796. Bd.1 online, Bd.2
- Joseph Mendez Pinto. Eine jüdische Geschichte. Leipzig 1808. online
- Lioba und Zilia. Eine Almanachgeschichte. Junius, Leipzig 1804
- Die Gräfin von Frondsberg aus dem Hause Löwenstein Eine vaterländische Geschichte aus den Zeiten des Mittelalters. Weygand, Leipzig 1806. online
- Heitere Träume. Weygand, Leipzig 1806. online
- Mathurin. Steudel, Gotha 1809. online
- Wanderungen der Phantasie in die Gebiete der Wahrheit. Weygand, Leipzig 1810
- Azaria. Eine Dichtung der Vorwelt. Von der Verfasserin der Thekla von Thurn, des Herrmann von Unna, Walther von Montbarry u. s. w. Weygand, Leipzig 1814
- Der kurze Mantel. Und: Ottilie. 2 Volksmährchen. Armbruster, Wien 1819. online
- Turmalin und Lazerta. Leipzig 1820. online
- Fontanges, oder das Schicksal der Mutter und der Tochter. Plahn, Kolberg 1824. online
- Gewählte Erzählungen. Anthologie aus den Gedichten. Historische Bruchstücke. Bibliographisches Institut, Hildburghausen 1855
- Blumenlese aus den Schriften von Benedikte Naubert. Bibliographisches Institut, Hildburghausen 1870. Bd.1 online, Bd.2
- Geschichte Heinrich Courtlands, oder selbstgeschafne Leiden. Nach dem Englischen. Weygand, Leipzig (ohne Jahr) online
- Die Warnerin. Eine Geschichte aus dem dreißigjährigen Kriege. Die weiße Frau, Herzog Christian von Eisenberg oder: das eisenberger Gespenst. Drei Erzählungen. In einer Transkription von Sylvia Kolbe, Zuerst erschienen 1819. Engelsdorfer Verlag, Leipzig 2014. online

## Literatur

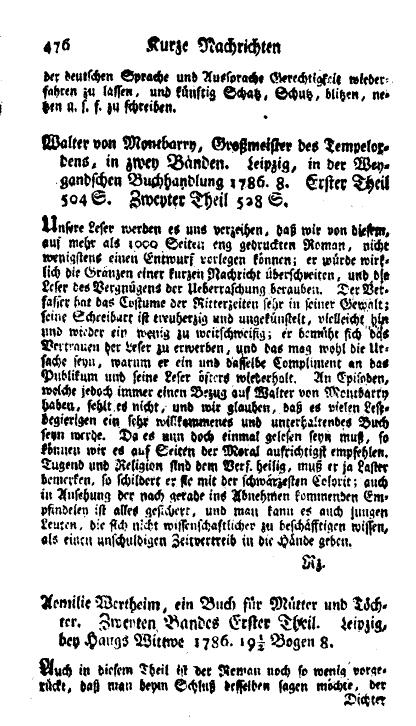
Rezension des „Walter von Montbarry“ (1786), die 1787 erschien